# Holoparamecus erebus
Holoparamecus erebus es una especie de coleóptero de la familia Endomychidae.

## Distribución geográfica
Habita en Indonesia.